# ميلتون إس. أيزنهاور
ميلتون إس. أيزنهاور هو سياسي أمريكي، ولد في 15 سبتمبر 1899 في أبيلين في الولايات المتحدة، وتوفي في 2 مايو 1985 في بالتيمور في الولايات المتحدة. انتخب مدير War Relocation Authority ‏ (18 مارس 1942 – 17 يونيو 1942).

## وصلات خارجية
- ميلتون إس. أيزنهاور على موقع IMDb (الإنجليزية)
- ميلتون إس. أيزنهاور على موقع مونزينجر (الألمانية)